# Williamsburg (Kansas)
Williamsburg – miasto położone w Hrabstwie Franklin.